# Loft Story (bande sonore)
Pour les articles homonymes, voir Loft Story.

Loft Story est un disque musical avec des chansons extraites de la première saison de l'émission, diffusée à TQS. L'album est sorti en 2003. De plus, la réalisation et les arrangements sont du groupe Les Couch Potatoes. 

## Titres
1. Loft Story (Thème de l'émission) interprètes: Les Couch Potatoes et Sébastien Plante
2. J'ai rencontré l'homme de ma vie interprète: Caroline Néron
3. D'amour ou d'amitié interprète: Corneille
4. Chacun fait (c'qui lui plaît) interprète: Stefie Shock
5. Dans tes yeux interprètes: Dubmatique
6. L'amour est sans pitié interprète: Annie Major-Matte
7. Souvent, longtemps, énormément interprètes: Les Couch Potatoes
8. Sexy Story interprète: Richard Petit
9. Sensualité interprète: Gabrielle Destroismaisons
10. Soleil soleil interprètes: Les Couch Potatoes
11. Les uns contre les autres interprète: Éric Lapointe

## Musiciens
- Guitares: Mathieu Dandurand-Gagnon, Pascal Dufour, Andy Dacoulis, Stefie Shock, Richard Petit, Nicolas Maranda, Stéphane Dufour
- Claviers: Jean-Michel Lapointe, Richard Petit, Stéphane Dufour
- Basse: Alexandre Ouellet, Kevin Este, Martin Bolduc, Nicolas Maranda
- Synthétiseurs: Marc Saint-Laurent, Nicolas Maranda
- Trompette: Charles Imbeau
- Harmonica: Billy Craig
- Percussions: Michel Séguin
- Wurlitzer, samples et programmation: Nicolas Maranda
- Orgue Hammond: Nicolas Maranda
- Séquences et programmation: Stéphane Dufour
- Choristes: Suzie McLellan, Melissa Diallo
- Batterie: Pierre Dufour

## Crédits
- Réalisation et arrangements: Les Couch Potatoes, Stéphane Dufour, Nicolas Maranda, Corneille et Les Couch Potatoes, DJ Éric Lapointe, Richard Petit
- Prise de son: Jean-Michel Lapointe, Marc Saint-Laurent, Sabin Lapointe, Nicolas Maranda, Toby Gendron
- Mixage: Dan Coulombe, Marc Saint-Laurent, Sabin Lapointe, Jean-Michel Lapointe, Corneille, Carl Bastien, Nicolas Maranda, Toby Gendron assisté de Pascal Desjardins
- Studios: Studio Nouvelle Cuisine, Studio Capture Digitale, Studio Marc Saint-Laurent, Groove Paradise, Studio Le Salon, Studio Montana, Studio Économik
- Mastering: Sylvain Taillefer et Renée-Marc Aurèle, SNB
- Production: Guy Cloutier Communications inc. (Soleil Soleil est produit sous licence de Boesten & Telaro inc.)
- Producteur: Guy Cloutier
- Producteur exécutif: Luc Martel
- Producteur délégué et management des Couch Potatoes: Martin Poitras
- Direction artistique: Guy Cloutier et Caroline Tremblay
- Coordination: Geneviève Cleary, Geneviève Henri et Pascale Fritz
- Maquette: Louis Landry
- (P) 2003 Guy Cloutier Communications inc.